# Episodi di Slasher (terza stagione)
La terza stagione della serie televisiva Slasher, intitolata Slasher: Solstizio, è stata interamente pubblicata a livello globale il 23 maggio 2019 su Netflix.
Tutte le serie di Slasher sono state rimosse dal catalogo di Netflix nel maggio 2020, ma la prima stagione (L'Esecutore) è stata reinserita nel catalogo il 24 giugno 2020.
| nº | Titolo originale | Titolo italiano         | Pubblicazione  |
| -- | ---------------- | ----------------------- | -------------- |
| 1  | 6am to 9am       | Dalle 6:00 alle 9:00    | 23 maggio 2019 |
| 2  | 9am to 12pm      | Dalle 9:00 alle 12:00   | 23 maggio 2019 |
| 3  | 12pm to 3pm      | Dalle 12:00 alle 15:00  | 23 maggio 2019 |
| 4  | 3pm to 6pm       | Dalle 15:00 alle 18:00  | 23 maggio 2019 |
| 5  | 6pm to 9pm       | Dalle 18:00 alle 21:00  | 23 maggio 2019 |
| 6  | 9pm to 12am      | Dalle 21:00 alle 24:00  | 23 maggio 2019 |
| 7  | Midnight to 3am  | Da mezzanotte alle 3:00 | 23 maggio 2019 |
| 8  | 3am to 6am       | Dalle 3:00 alle 6:00    | 23 maggio 2019 |